# Petriroda

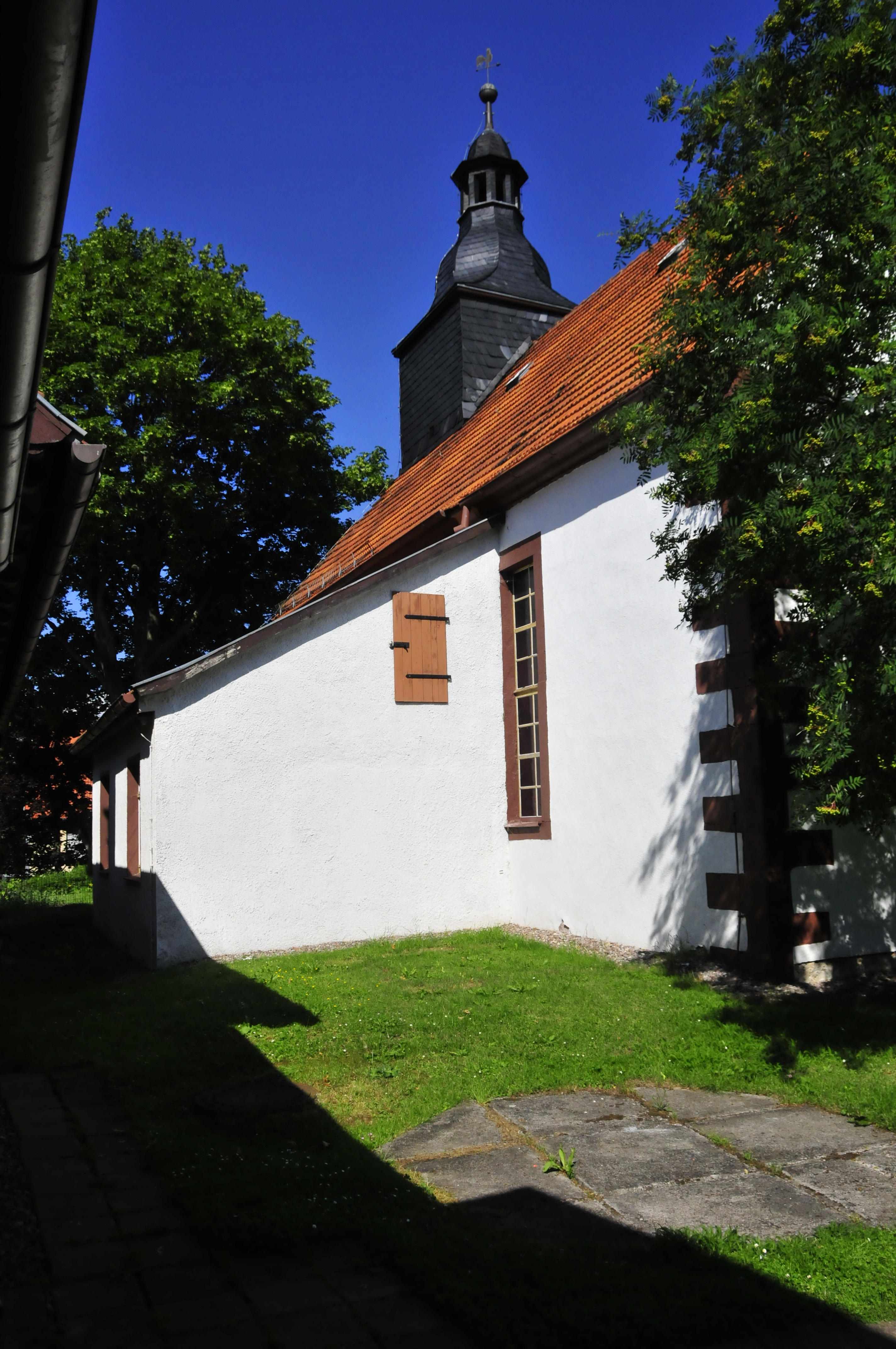
Dorfkirche

Petriroda ist ein Ortsteil der Landgemeinde Georgenthal im thüringischen Landkreis Gotha.

## Geografie
Der Ort liegt am nördlichen Fuß des Thüringer Waldes. Die nächstliegenden Orte sind Emleben im Norden (3,6 Straßenkilometer), Schwabhausen im Nordosten (3,5 km Luftlinie), Hohenkirchen im Süden (2,2 Straßenkilometer) und Wipperoda im Westen (3 km Luftlinie). Petriroda liegt mit einem Haltepunkt an der Nebenbahnstrecke Ohratalbahn von Gotha nach Gräfenroda, auf der jedoch vorerst der Personenverkehr eingestellt ist.

## Geschichte
Petriroda beging 1999 seine 650-Jahr-Feier, der Ort wurde 1349 im Lehnsverzeichnis von Landgraf Friedrich als Piczgenrode zum ersten Male urkundlich erwähnt. In Petriroda gab es ein Rittergut. Der Ort gehörte bis Mitte des 19. Jahrhunderts zur oberen Grafschaft Gleichen im Herzogtum Sachsen-Gotha-Altenburg und danach zum Landratsamt Ohrdruf im Herzogtum Sachsen-Coburg und Gotha.
Petriroda war 1675–1694 von Hexenverfolgung betroffen. Zwei Frauen gerieten in Hexenprozesse, die eine unter dem Vorwurf des Milchzaubers, die andere wegen angeblichen Läusemachens.
Seit dem 6. Februar 1992 war die Gemeinde Petriroda Mitglied der Verwaltungsgemeinschaft Apfelstädtaue mit Sitz in Georgenthal. Mit Auflösung dieser am 31. Dezember 2019 schloss sich Petriroda mit weiteren Gemeinden zur Landgemeinde Georgenthal zusammen. Letzter Bürgermeister der Gemeinde Petriroda war Marcel Schönau.

## Ortsbild
Petriroda wird vom Flößgraben durchzogen. Auf dem 375 m ü. NN hohen Sandberg östlich des Ortes in Richtung Schwabhausen beherrschen sechs große Windkraftanlagen das Landschaftsbild.

## Sehenswürdigkeiten
- Bei Petriroda liegt das 3,04 Hektar große Flächennaturdenkmal Kranichmoor. Das ehemalige Torfabbaugebiet wurde 1962 unter Schutz gestellt.
- In der Nähe des Ortes befindet sich ein alter, halb umgesunkener Markstein.
- Am Radweg in Richtung Schwabhausen liegt ein Karpfenteich der Fischzucht Reinhardsbrunn GmbH, der jedes Jahr durch einen unterirdischen Verbindungskanal aus dem Flößgraben frisch mit Wasser befüllt und im Herbst beim Abfischen komplett entleert wird. Alljährlich im Juni findet das traditionelle Teichfest mit Musik, Essen, Trinken und Lagerfeuer statt, das unter Beteiligung von Gemeinde, Vereinen und Bürgern organisiert wird.
- Die kleine Dorfkirche St. Salvator misst 13,8 × 8,6 m in der Grundfläche, sie wurde 1714 errichtet. Die Kirche besitzt eine doppelgeschossige, umlaufende Empore und ein Spiegelgewölbe. In den 1850er Jahren erhielt die Kirche eine Knauf-Orgel. In der zweiten Hälfte des 18. Jahrhunderts wurde der Kanzelaltar aufgestellt. Schon in den 1980er Jahren wurde mit der Sanierung begonnen, 2002 wurde der Kirchturm saniert und neu verschiefert. Die Kirche steht unter Denkmalschutz. Über ihrem Eingang wird an die sechs im Ersten Weltkrieg Gefallenen aus Petriroda erinnert, auf dem Kirchhof mit einem Denkmal an die 18 im Zweiten Weltkrieg ums Leben gekommenen Soldaten.

Die Kirchgemeinde gehört heute zum Kirchspiel Hohenkirchen, dem auch Herrenhof angehört, nachdem es bis 1996 Filial von Schwabhausen war.

## Bilder der Kirche

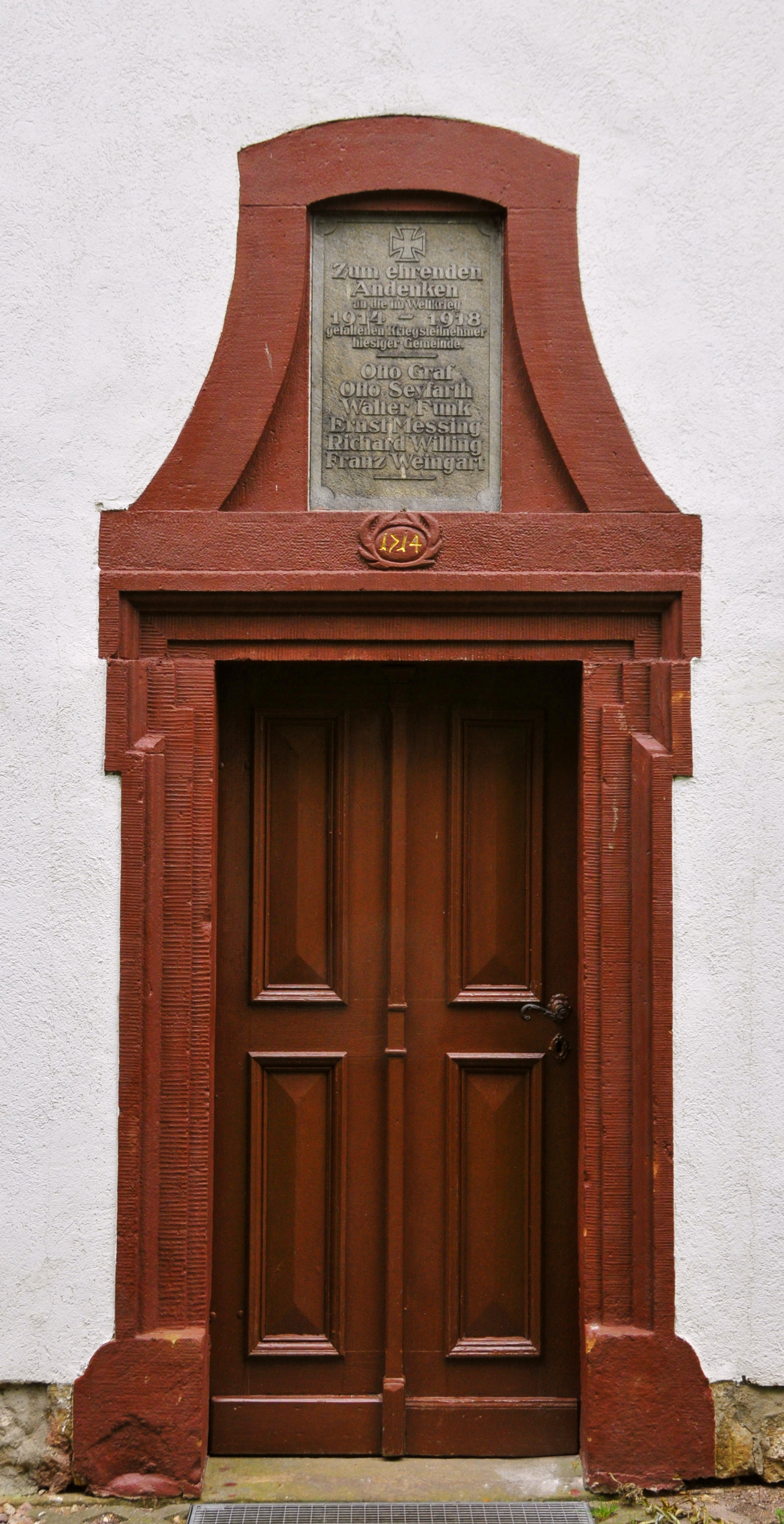
Eingangsportal von 1714 mit der Gedenktafel für die 6 Gefallenen des Ersten Weltkriegs
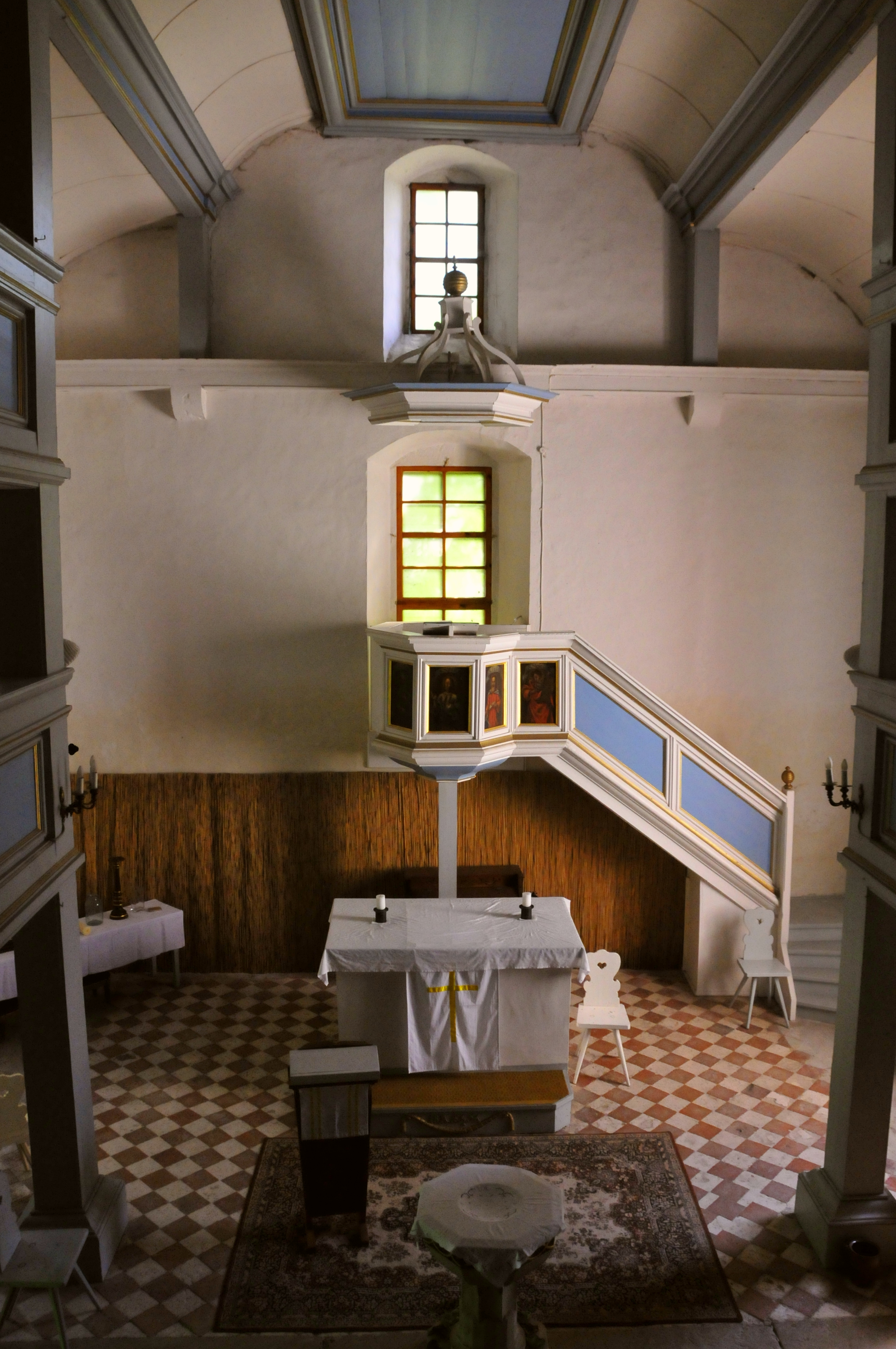
Altarraum
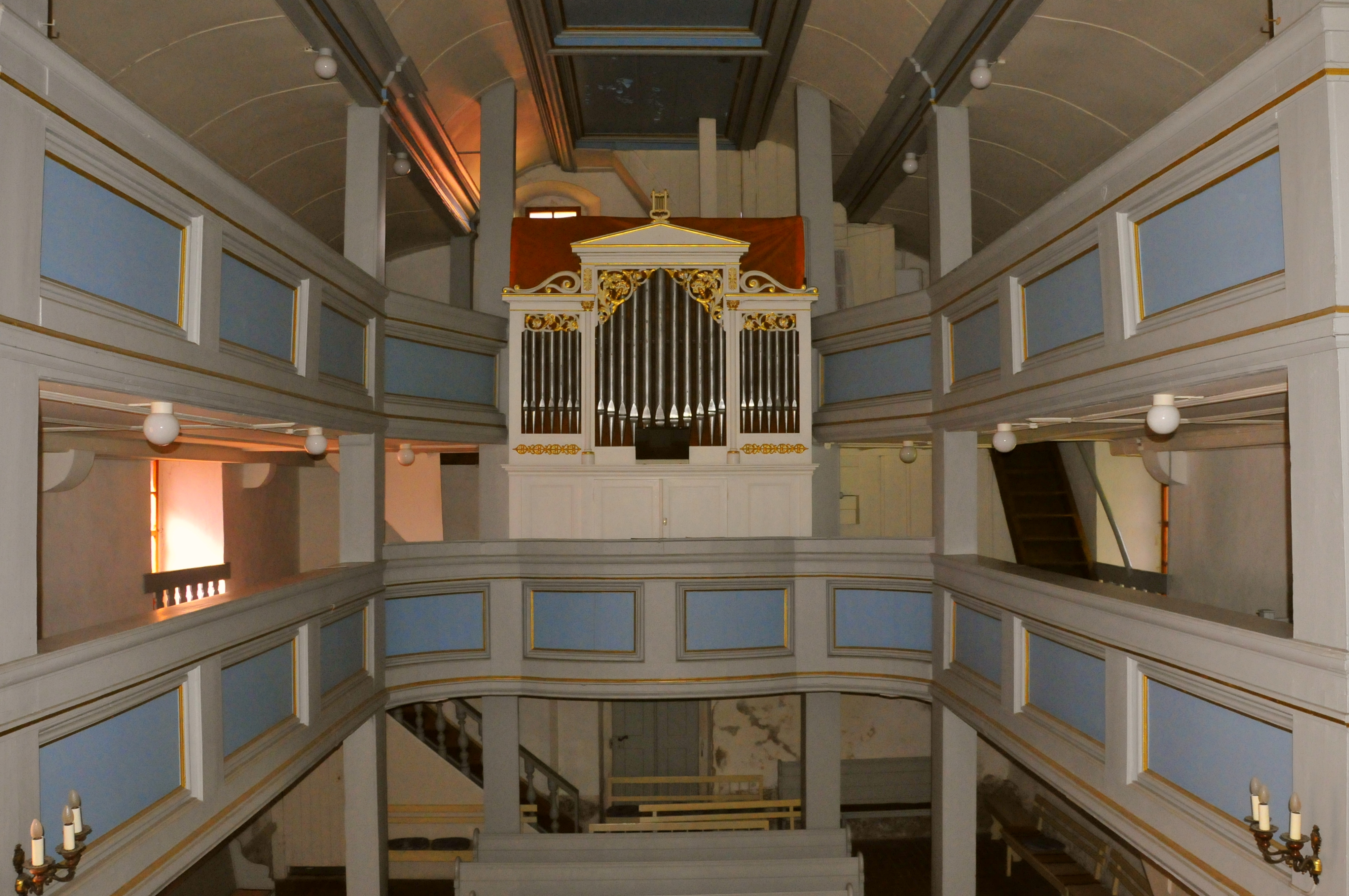
Blick zu den Emporen mit der Orgel
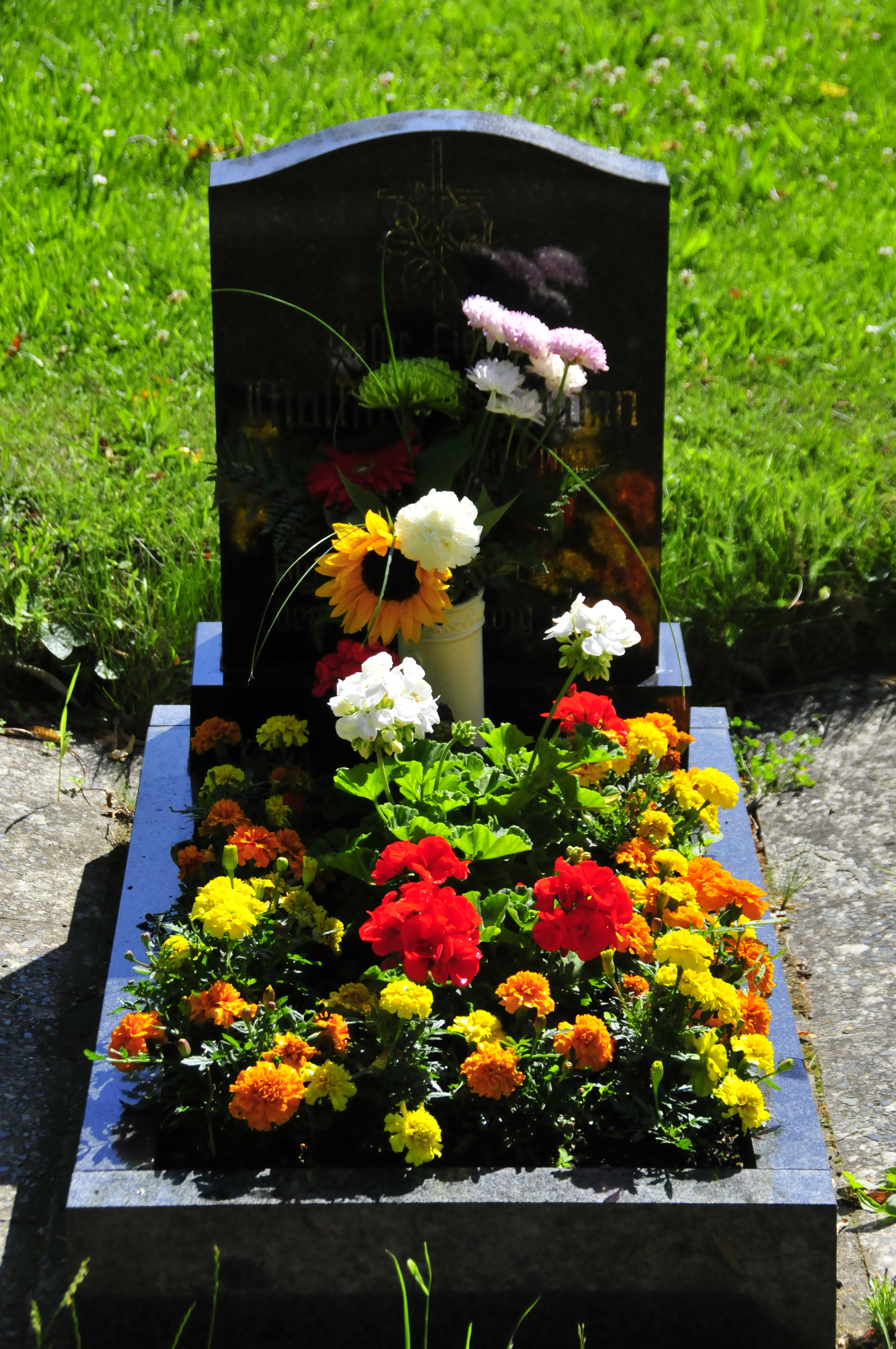
Auf dem Friedhof

## Vereinsleben
In Petriroda gibt es zwei größere Vereine, die SG Petriroda und der Feuerwehrverein. Die SG Petriroda ist der örtliche Sportverein und bietet seinen Mitgliedern die Möglichkeit des Kegelns auf einer Zweibahn-Automatikanlage in drei Herren-, einer Damen- oder einer Jugendmannschaft oder die Teilnahme in einer der verschiedenen Gymnastikgruppen. Des Weiteren wird durch den Sportverein der jährliche Fasching mit Programm, sowie ein Sportfest und die Abnahme des Sportabzeichens organisiert.
Der Feuerwehrverein unterstützt die örtliche Feuerwehr, des Weiteren hilft er aktiv bei der Durchführung von Festlichkeiten von Petriroda wie zum Beispiel beim Maibaumsetzen mit Fackelumzug oder beim Teichfest mit Lagerfeuer. Ebenso fördert er die Arbeit der örtlichen Jugendfeuerwehr.

## Einwohnerentwicklung

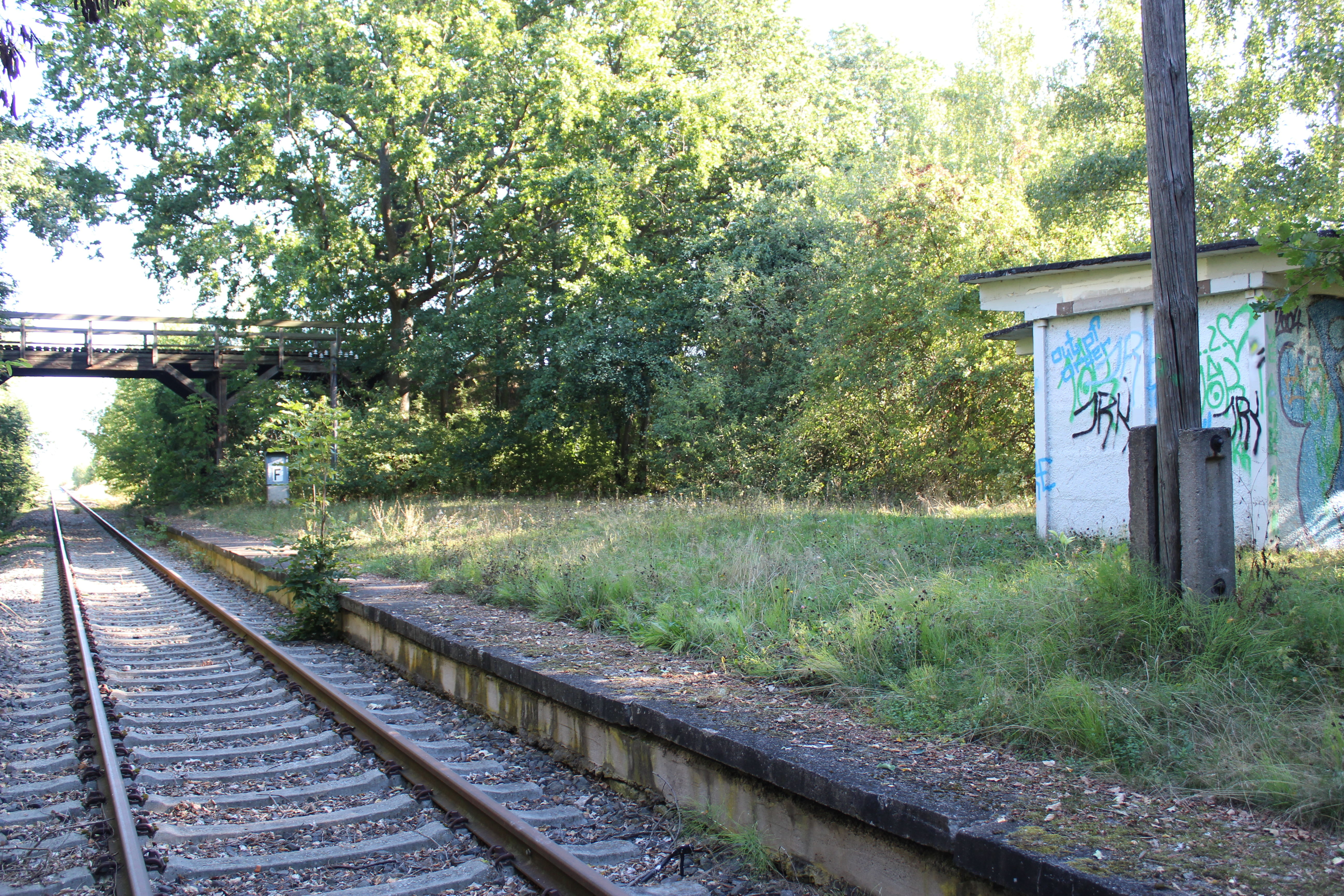
Ehemaliger Haltepunkt Petriroda (2018)

Entwicklung der Einwohnerzahl (31. Dezember):
| - 1994 – 345 - 1995 – 358 - 1996 – 360 - 1997 – 376 - 1998 – 374 - 1999 – 371 | - 2000 – 365 - 2001 – 364 - 2002 – 360 - 2003 – 355 - 2004 – 358 - 2005 – 348 | - 2006 – 350 - 2007 – 343 - 2008 – 348 - 2009 – 342 - 2010 – 336 - 2011 – 342 | - 2012 – 344 - 2013 – 332 - 2014 – 328 - 2015 – 319 - 2016 – 309 - 2017 – 305 | - 2018 – 300 |

Datenquelle: Thüringer Landesamt für Statistik

## Wappen
Blasonierung: „Das Wappen ist blau mit einer silbernen rechten Flanke, darin eine grüne Schilfpflanze mit schwarzem Kolben, und zeigt einen rechtsgewendeten, golden bewehrten und gekrönten silbernen Löwen, in den Pranken einen goldenen Moorspaten haltend.“